# Elecciones municipales de Huánuco de 2006
Las elecciones municipales de Huánuco de 2006 se llevó a cabo el 19 de noviembre de 2006 para elegir al alcalde y al Concejo Provincial de Huánuco para el periodo 2007-2010. La elección se celebró simultáneamente con elecciones regionales y municipales (provinciales y distritales) en todo el Perú.

## Sistema electoral
La Municipalidad Provincial de Huánuco es el órgano administrativo y de gobierno de la provincia de Huánuco. Está compuesta por el alcalde y el Concejo Provincial.
La votación del alcalde y el concejo se realiza en base al sufragio universal, que comprende a todos los ciudadanos nacionales mayores de dieciocho años, empadronados y residentes en la provincia de Huánuco y en pleno goce de sus derechos políticos, así como a los ciudadanos no nacionales residentes y empadronados en la provincia de Huánuco.
El Concejo Provincial de Huánuco está compuesto por 11 regidores elegidos por sufragio directo para un período de cuatro (4) años, en forma conjunta con la elección del alcalde (quien lo preside). La votación es por lista cerrada y bloqueada. Se asigna a la lista ganadora los escaños según el método d'Hondt o la mitad más uno, lo que más le favorezca.

## Composición del Concejo Provincial de Huánuco
La siguiente tabla muestra la composición del Concejo Provincial de Huánuco antes de las elecciones.
| Partidos | Partidos                                               | Regidores |
| -------- | ------------------------------------------------------ | --------- |
|          | Movimiento Independiente Regional Luchemos por Huánuco | 7         |
|          | Movimiento Popular Regional                            | 1         |
|          | Partido Aprista Peruano                                | 1         |
|          | Acción Popular                                         | 1         |
|          | Somos Perú                                             | 1         |

## Partidos y candidatos
A continuación se muestra una lista de los principales partidos y alianzas electorales que participaron en las elecciones:
| Candidatura | Candidatura | Partidos y alianzas                                                                                  | Candidatos | Candidatos                            | Ideología                                                        | Resultado previo | Resultado previo | Ref. |
| Candidatura | Candidatura | Partidos y alianzas                                                                                  | Candidatos | Candidatos                            | Ideología                                                        | Votos (%)        | Reg.             | Ref. |
| ----------- | ----------- | --- | ---------- | ------------------------------------- | ---------------------------------------------------------------- | ---------------- | ---------------- | ---- |
|             | LxH         | Lista - Movimiento Independiente Luchemos por Huánuco (LxH)                                          |            | Francisco Calle Hayen                 | Regionalismo huanuqueño                                          | 22.20%           | 7                |      |
|             | APRA        | Lista - Partido Aprista Peruano (APRA)                                                               |            | Rodolfo Espinoza Zevallos             | Aprismo                                                          | 12.38%           | 1                |      |
|             | AP          | Lista - Acción Popular (AP)                                                                          |            | Arnulfo Mendoza Tarazona              | Humanismo Nacionalismo cívico Reformismo                         | 11.66%           | 1                |      |
|             | SP          | Lista - Somos Perú (SP)                                                                              |            | Jesús Giles Alipázaga                 | Democracia cristiana Conservadurismo social                      | 9.40%            | 1                |      |
|             | UN          | Lista - Unidad Nacional (UN) – Partido Popular Cristiano (PPC) – Solidaridad Nacional (SN)           |            | Nelson Neira Jaimes                   | Democracia cristiana Conservadurismo Neoliberalismo              | 6.94%            | 0                |      |
|             | MNI–PS      | Lista - Frente Amplio Regional (MNI–PS) – Movimiento Nueva Izquierda (MNI) – Partido Socialista (PS) |            | Carlos Bustamante Ochoa               | Marxismo-leninismo Mariateguismo Socialismo democrático          | 4.64%            | 0                |      |
|             | UPP         | Lista - Unión por el Perú (UPP)                                                                      |            | Juan Siu Landaveri                    | Nacionalismo de izquierda Socialdemocracia                       | 2.48%            | 0                |      |
|             | Sí Cumple   | Lista - Agrupación Independiente Sí Cumple (Sí Cumple)                                               |            | Lucila Jiroko Shinsato de Shimabukuro | Fujimorismo Populismo de derecha                                 | Nuevo            | Nuevo            |      |
|             | SU          | Lista - Siempre Unidos (SU)                                                                          |            | Fernando Rodríguez Lafosse            | Fujimorismo Partido atrapalotodo                                 | Nuevo            | Nuevo            |      |
|             | RN          | Lista - Restauración Nacional (RN)                                                                   |            | Gregorio Mendoza Carhuachin           | Liberalismo económico Conservadurismo social Humanismo cristiano | Nuevo            | Nuevo            |      |
|             | PNP         | Lista - Partido Nacionalista Peruano (PNP)                                                           |            | Víctor Collazos Linares               | Socialismo democrático Nacionalismo de izquierda                 | Nuevo            | Nuevo            |      |
|             | HNP         | Lista - Movimiento Político Hechos y No Palabras (HNP)                                               |            | Juan Palacios Jiménez                 | Regionalismo huanuqueño                                          | Nuevo            | Nuevo            |      |
|             | TJH         | Lista - Movimiento Independiente Trabajemos Juntos por Huánuco (TJH)                                 |            | Isidro Enciso Gutiérrez               | Regionalismo huanuqueño                                          | Nuevo            | Nuevo            |      |
|             | JxD         | Lista - Movimiento Independiente Juntos por el Desarrollo (JxD)                                      |            | Eduardo Miraval Templo                | Regionalismo huanuqueño                                          | Nuevo            | Nuevo            |      |
|             | AR          | Lista - Auténtico Regional (AR)                                                                      |            | César Martel Barrueta                 | Regionalismo huanuqueño                                          | Nuevo            | Nuevo            |      |

## Resultados

### Sumario general
| |                                                              |              |              |              |           |           |  |  |
| Partidos y coaliciones | Partidos y coaliciones                                       | Voto popular | Voto popular | Voto popular | Regidores | Regidores |  |  |
| Partidos y coaliciones | Partidos y coaliciones                                       | Votos        | %            | ±pp          | Total     | +/−       |  |  |
| | Somos Perú (SP)                                              | 19,161       | 19.35        | +9.95        | 7         | +6        |  |  |
| | Partido Aprista Peruano (APRA)                               | 15,018       | 15.17        | +2.79        | 2         | +1        |  |  |
| | Movimiento Político Hechos y NO Palabras (HNP)               | 13,392       | 13.53        | Nuevo        | 1         | +1        |  |  |
| | Frente Amplio Regional (MNI–PS)1                             | 10,716       | 10.82        | +6.18        | 1         | +1        |  |  |
| | Unión por el Perú (UPP)2                                     | 7,137        | 7.21         | +4.73        | 0         | ±0        |  |  |
| | Movimiento Independiente Trabajemos Juntos por Huánuco (TJH) | 4,946        | 5.00         | Nuevo        | 0         | ±0        |  |  |
| | Movimiento Independiente Juntos por el Desarrollo (JxD)      | 4,878        | 4.93         | Nuevo        | 0         | ±0        |  |  |
| | Partido Nacionalista Peruano (PNP)                           | 4,438        | 4.48         | Nuevo        | 0         | ±0        |  |  |
| | Movimiento Independiente Regional Luchemos por Huánuco (LxH) | 4,374        | 4.42         | –17.78       | 0         | –7        |  |  |
| | Restauración Nacional (RN)                                   | 4,229        | 4.27         | Nuevo        | 0         | ±0        |  |  |
| | Unidad Nacional (UN)                                         | 3,126        | 3.16         | –3.78        | 0         | ±0        |  |  |
| | Auténtico Regional (AR)                                      | 3,072        | 3.10         | Nuevo        | 0         | ±0        |  |  |
| | Acción Popular (AP)                                          | 2,979        | 3.01         | –8.65        | 0         | –1        |  |  |
| | Agrupación Independiente Sí Cumple (Sí Cumple)               | 1,161        | 1.17         | Nuevo        | 0         | ±0        |  |  |
| | Siempre Unidos (SU)                                          | 372          | 0.38         | Nuevo        | 0         | ±0        |  |  |
| |                                                              |              |              |              |           |           |  |  |
| Total | Total                                                        | 98,999       |              |              | 11        | ±0        |  |  |
| |                                                              |              |              |              |           |           |  |  |
| Votos válidos | Votos válidos                                                | 98,999       | 79.22        | –0.52        |           |           |  |  |
| Votos en blanco | Votos en blanco                                              | 8,831        | 7.07         | –1.32        |           |           |  |  |
| Votos nulos | Votos nulos                                                  | 17,142       | 13.72        | +1.85        |           |           |  |  |
| Votos emitidos | Votos emitidos                                               | 124,972      | 83.46        | +4.43        |           |           |  |  |
| Abstenciones | Abstenciones                                                 | 24,764       | 16.54        | –4.43        |           |           |  |  |
| Votantes registrados | Votantes registrados                                         | 149,736      |              |              |           |           |  |  |
| |                                                              |              |              |              |           |           |  |  |
| Fuente: |                                                              |              |              |              |           |           |  |  |
| Notas al pie: 1 Comparado con los resultados de Movimiento Nueva Izquierda (MNI) en las elecciones de 2002. 2 Comparado con los resultados de Agrupación Independiente Unión por el Perú – Frente Amplio (UPP) en las elecciones de 2002. |                                                              |              |              |              |           |           |  |  |
| Notas al pie: |                                                              |              |              |              |           |           |  |  |
| 1 Comparado con los resultados de Movimiento Nueva Izquierda (MNI) en las elecciones de 2002. 2 Comparado con los resultados de Agrupación Independiente Unión por el Perú – Frente Amplio (UPP) en las elecciones de 2002.               |                                                              |              |              |              |           |           |  |  |

## Elecciones municipales distritales

### Resultados por distrito
La siguiente tabla enumera el control de los distritos de la provincia de Huánuco. El cambio de mando de una organización política se resalta del color de ese partido.
| Distrito                | Alcalde(sa) titular     | Partido político | Partido político            | Alcalde(sa) electo(a)                          | Partido político                               | Partido político                               |
| ----------------------- | ----------------------- | ---------------- | --------------------------- | ---------------------------------------------- | ---------------------------------------------- | ---------------------------------------------- |
| Amarilis                | Silvia Trujillo Rubín   |                  | Luchemos por Huánuco        | Sergio Martínez Fernández                      |                                                | Hechos y No Palabras                           |
| Chinchao                | Cipriano Martínez Pérez |                  | Acción Popular              | Juan Figueredo Rodríguez                       |                                                | Unidad Nacional                                |
| Churumbamba             | Elber Leandro Zúñiga    |                  | Movimiento Popular Regional | Elecciones municipales complementarias de 2007 | Elecciones municipales complementarias de 2007 | Elecciones municipales complementarias de 2007 |
| Margos                  | Marcelino Yupa Esteban  |                  | Luchemos por Huánuco        | Simion Castro Esteban                          |                                                | Hechos y No Palabras                           |
| Pillco Marca            | Alejandro Rubina López  |                  | Renacimiento Andino         | Isabel Dávila Cárdenas                         |                                                | Trabajemos Juntos por Huánuco                  |
| Quisqui                 | Noé Gabriel Jáuregui    |                  | Movimiento Popular Regional | Félix Acosta Gonzales                          |                                                | Unión por el Perú                              |
| San Francisco de Cayrán | Edwin Ramírez Díaz      |                  | Movimiento Nueva Izquierda  | Manuel Jara Alvarado                           |                                                | Unión por el Perú                              |
| San Pedro de Chaulán    | Edgardo Sosa Ramírez    |                  | Movimiento Popular Regional | Celio Ríos Cruz                                |                                                | Frente Amplio Regional                         |
| Santa María del Valle   | Aníbal Solórzano Ponce  |                  | Unidad Nacional             | Aníbal Solórzano Ponce                         |                                                | Hechos y No Palabras                           |
| Yarumayo                | David Gabriel Lucero    |                  | Luchemos por Huánuco        | Efraín Montalvo Martín                         |                                                | Unión por el Perú                              |